# Дотискна компресорна станція

Газовий промисел. Дотискна компресорна станція.

Дотискні компресорні станції — частина систем збору і установок комплексної підготовки газу.
Забезпечують робочі параметри технології промислової обробки газу, підтримують тиск подачі газу в магістральний газопровід. Розташовуються перед або після установок технологічної підготовки газу. Для зниження температури компримованого газу після дотискній станції встановлюються апарати повітряного охолодження.